# World Surf League
La World Surf League (WSL), conosciuta come Association of Surfing Professionals (ASP) dal 1983 al 2014, è l'organizzazione internazionale che governa il surf professionistico e realizza i maggiori eventi dedicati agli atleti professionisti delle diverse categorie di questo sport.
La WSL è stata fondata nel 1983 da Ian Cairns e, nel 2013, quando ancora si chiamava ASP, è stata acquisita dalla ZoSea, di proprietà di Paul Speaker, Terry Hardy e Dirk Ziff. L'anno dopo tale passaggio di proprietà, all'inizio della stagione 2015, la ASP ha cambiato il suo nome in "World Surf League".
L'ultimo passaggio di testimone ai vertici dell'organizzazione risale al 2017, quando, l'11 gennaio, Paul Speaker ha rassegnato le dimissioni da amministratore delegato, venendo sostituito, il 19 luglio, dopo un periodo di comando ad interim di Dirk Ziff, da Sophie Goldschmidt.

## Storia

### Predecessori
- Dal 1964 al 1972, la International Surfing Federation (ISF) ha organizzato i campionati mondiali di surf, svolti ogni due anni e aperti a tutti.
- Dal 1973 al 1975, dato che la ISF non era stata in grado di stabilire un vero e proprio standard di competizione e non era riuscita a trovare sponsor per la manifestazione, in questi anni non ci sono stati campionati mondiali ufficiali, così generalmente, per questo periodo ci si riferisce ai Smirnoff World Pro-Am Surfing Championship, come campionati mondiali professionistici de facto.
- Dal 1976 al 1982, la International Professional Surfers, fondata nel 1976 da Fred Hemmings e Randy Rarick,[7], fu la federazione che per prima governò il surf professionistico a livello mondiale.

I predecessori della World Surf League sopra indicati sono intesi come quelle organizzazioni che, in quel periodo, hanno maggiormente rappresentato i surfisti professionisti di tutto il mondo e non come federazioni non più esistenti. Ciò va specificato in quanto la International Surfing Federation (ISF), ad esempio, è attiva ancora oggi con il nome di International Surfing Association (ISA) e si riferisce ancora ai vincitori delle competizioni da essa organizzate definendoli "campioni del mondo".

### Creazione della ASP
Nel 1982, Ian Cairns si rese conto del momento di difficoltà della IPS, a cui molti rimproveravano di non star facendo a sufficienza per promuovere uno sviluppo a livello mondiale del surf, e vide così l'opportunità di costituire un nuovo, più funzionale, organismo per gestire il surf professionistico mondiale. Nel gennaio 1983, Cairns fondò quindi la ASP e iniziò a corteggiare e a convincere gli organizzatori delle varie competizioni in giro per il mondo perché si unissero alla nuova federazione, relegando di fatto la IPS all'organizzazione dei soli eventi svolti nelle Hawaii.
Dal momento della sua creazione, la ASP, che, come già detto, nel 2013 è passata di proprietà e nel 2015 è stata ribattezzata in "World Surf League", è la principale federazione di surf professionistico e l'organismo di riconoscimento dei surfisti professionisti.

## Campionati della WSL
Ad oggi l'iscrizione alla federazione è riservata solo a singoli individui. La WSL organizza ad oggi otto campionati diversi, divisi per specialità e per genere dei partecipanti.
- WSL Men's Championship Tour (CT)[10]
- WSL Women's Championship Tour (CT)[11]
- WSL Men's Qualifying Series (QS)[12]
- WSL Women's Qualifying Series (QS)[13]
- WSL Men's Longboard Championship[14]
- WSL Women's Longboard Championship[15]
- WSL Junior Championship[16][17]
- WSL Big Wave Tour[18]

## WSL World Title Race
La WSL World Title Race è utilizzata per determinare il campione maschile e femminile della WSL, il quale viene indicato come "WSL Tour Champion".
Il titolo maschile è assegnato al surfista che ha accumulato più punti considerando i suoi migliori risultati in 9 delle 11 prove del WSL World Tour (eventi del WSL Qualifying Series esclusi) dell'anno passato.
Il titolo femminile è assegnato alla surfista che ha accumulato più punti considerando i suoi migliori risultati in 8 delle 10 prove del WSL World Tour (eventi del WSL Qualifying Series esclusi) dell'anno passato.

## Eventi del campionato
Il WSL Men's Championship Tour (CT) è la competizione più famosa del surf professionistico maschile. Nell'ambito del campionato, 34 surfisti professionisti si sfidano gareggiando nel corso di undici eventi tenuti svolti in giro per il mondo. Attualmente il premio in denaro per la vittoria del CT è di 100.000 dollari americani.
The WSL Women's Championship Tour (CT) è la competizione più famosa del surf professionistico femminile. Nell'ambito del campionato, 17 surfiste professioniste si sfidano gareggiando nel corso di dieci eventi tenuti svolti in giro per il mondo. Attualmente il premio in denaro per la vittoria del CT è di 60.000 dollari americani.
I risultati ottenuti nei diversi eventi sono convertiti in punti che vanno ad aggiornare la classifica della sopraccitata WSL World Title Race.
Per la stagione 2019 sono previsti i seguenti eventi maschili elencati in ordine cronologico:
- Quiksilver Pro Gold Coast
- Rip Curl Pro Bells Beach
- Uluwatu CT/Western Australia Margaret River Pro
- Oi Rio Pro
- Corona Bali Protected
- Corona Open J-Bay
- Tahiti Pro Teahupo'o
- Freshwater Pro
- Quiksilver Pro France
- MEO Rip Curl Pro Portugal
- Billabong Pipeline Masters

Gli eventi riservati alle donne per la stagione 2019 sono invece i seguenti:
- Roxy Pro Gold Coast
- Rip Curl Women's Pro Bells Beach
- Corona Bali Protected
- Western Australia Margaret River Pro - Women's
- Oi Rio Women's Pro
- Corona Open J-Bay - Women's
- Freshwater Pro
- Roxy Pro France
- MEO Rip Curl Pro
- Hawaii Pro

## Eventi delle WSL Qualifying Series
Gli eventi delle WSL Qualifying Series sono competizioni facenti parte di un circuito inferiore a quello del CT. Ogni anno, al fine di poter gareggiare nelle competizioni del circuito CT, gli atleti devono ottenere un certo numero di punti nelle gare del circuito QS, selezionando quindi i vari eventi a cui partecipare.
A cominciare dal 2013, i migliori 10 uscenti dalla stagione del circuito QS vengono ammessi alla partecipazione alle competizioni del circuito CT. Gli altri 24 partecipanti al circuito più importante sono i 22 primi classificati della stagione precedente più due wildcard.
Esistono competizioni di difficoltà diversa che conferiscono al vincitore un diverso numero di punti. Così, un evento WSL QS 10,000 assegnerà al vincitore 10.000 punti validi anche per la classifica mondiale, mentre eventi WSL QS 1000, 1500, 3000, 5000 e 6000, competizioni meno difficoltose, assegneranno al vincitore il numero di punti già indicato dal loro nome.

## Classifica mondiale WSL
I surfisti e le surfiste che partecipano al WSL Men's Championship Tour e al WSL Women's Championship Tour accumulano punti dai vari WSL Championship Tour così come dagli eventi delle WSL Qualifying Series che vanno ad aggiornare la classifica mondiale della WSL, ossia la WSL World Ranking. I punti accumulati sono validi per dodici mesi a partire dalla data finale dell'evento in cui sono stati guadagnati.

## Regolamento

### Giudizi[23]
Nelle gare, ai partecipanti vengono assegnati punteggi su una scala che va da 0,1 a 10,0, con incremento di un decimo di punto. Una descrizione della performance in associazione ai punteggi della scala è la seguente:
- 0-1,9 = Scarsa
- 2,0-3,9 = Sufficiente
- 4,0-5,9 = Media
- 6,0-7,9 = Buona
- 8,0-10,0 = Eccellente

### Criteri di giudizio[23]
I giudici basano il punteggio assegnato sui seguenti elementi, per ogni onda cavalcata
- Grado di difficoltà
- Tecniche innovative e progressive
- Combinazione di tecniche
- Varietà di tecniche
- Velocità, potenza e fluidità

Una manovra viene considerata valida ai fini del punteggio solo se essa è completa e se l'atleta rimane in piedi sulla tavola al termine di essa. Tutti questi elementi possono essere valutati differentemente da un giorno all'altro e da un evento all'altro, a seconda delle condizioni meteorologiche e del tipo di onde che si formano nella località in cui si svolge la gara.

### Regole
Esistono molte regole riguardanti il comportamento in acqua e praticamente tutte riguardano il diritto di precedenza. Un concorrente ha il diritto di precedenza se è il più vicino all'area in cui l'onda frange, ossia se è nella cosiddetta "posizione interna". Se un altro surfista passa davanti a quello che si trova nella posizione interna, esso subisce un richiamo e la sua interferenza viene sanzionata. Nella maggior parte delle circostanze non conta chi si è prima alzato in piedi sulla tavola, ma chi si trovava nella posizione interna.
Un concorrente può essere considerato colpevole di interferenza anche se cavalca più onde del massimo contenuto per ogni round, poiché ciò arreca danno agli altri surfisti che non possono cavalcare onde già prese. Naturalmente un atleta viene sanzionato anche se interferisce con lo svolgersi della performance di un altro surfista.
In caso di onda a singolo picco, può sussistere la situazione in cui due persone siano equidistanti, a destra e a sinistra del picco, ed è quindi permesso che due atleti cavalchino la stessa onda se uno va a destra e l'altro a sinistra e se i due percorsi non si incrociano. Qualora le due traiettorie vengano a incrociarsi, il diritto di precedenza è del surfista che per primo si è alzato in piedi sulla tavola. In caso invece di un'onda a più picchi, i diversi picchi dell'onda possono essere cavalcati ognuno da un atleta diverso fino a che questi non vengono a incontrarsi, allora, anche in questo caso, il diritto di precedenza è del surfista che per primo si è alzato in piedi sulla tavola.
Le interferenze sono votate a maggioranza dai giudici. Qualora si decida per una penalità, le irregolarità sono indicate con un triangolo sul tabellino del punteggio del concorrente, e sono punite in maniera diversa a seconda del tipo di round, ossia se si tiene conto, ai fini del punteggio finale, di tutte le onde cavalcate o solo delle due migliori. Se nel cartellino figurano tre o più onde già cavalcate, allora ne sarà cancellata una. Se invece si è nel caso in cui vengono conteggiate solo le due migliori onde cavalcate, allora il punteggio dato all'onda dal punteggio inferiore sarà dimezzato. Se invece le interferenze commesse sono più di una, allora a essere dimezzato è il punteggio più alto dei due. Infine, se un concorrente commette più di due interferenze in un round, esso viene allontanato dal campo di gara. All'atleta che ha invece subito l'interferenza è invece permesso di cavalcare un'onda in più del limite consentito, ma sempre all'interno del tempo limite, che in genere va dai 15 ai 20 minuti.

## Vincitori[28]
Di seguito un elenco dei vincitori di quella che, nell'anno indicato, è considerata la più importante competizione mondiale. I numeri tra parentesi quadre a fianco ad un nome indicano il numero di vittorie del torneo raggiunto dall'atleta.
| Anno                                       | WSL Men's Championship Tour                   | WSL Men's Championship Tour                   | WSL Women's Championship Tour                 | WSL Women's Championship Tour                 |
| Anno                                       | Nome                                          | Punti                                         | Nome                                          | Punti                                         |
| ------------------------------------------ | --------------------------------------------- | --------------------------------------------- | --------------------------------------------- | --------------------------------------------- |
| 2024                                       | John John Florence                            | 49.530                                        | Caitlin Simmers                               | 52.930                                        |
| 2023                                       | Filipe Toledo [2]                             | 58.300                                        | Caroline Marks                                | 59.870                                        |
| 2022                                       | Filipe Toledo                                 | 54.690                                        | Stephanie Gilmore [8]                         | 46.370                                        |
| 2021                                       | Gabriel Medina [3]                            | 43.400                                        | Carissa Moore [5]                             | 37.700                                        |
| 2020                                       | Cancellata a causa della pandemia di COVID-19 | Cancellata a causa della pandemia di COVID-19 | Cancellata a causa della pandemia di COVID-19 | Cancellata a causa della pandemia di COVID-19 |
| 2019                                       | Italo Ferreira                                | 59.740                                        | Carissa Moore [4]                             | 59.940                                        |
| 2018                                       | Gabriel Medina [2]                            | 62.490                                        | Stephanie Gilmore [7]                         | 62.515                                        |
| 2017                                       | John John Florence [2]                        | 58.100                                        | Tyler Wright [2]                              | 54.400                                        |
| 2016                                       | John John Florence                            | 59.850                                        | Tyler Wright                                  | 72.500                                        |
| 2015                                       | Adriano De Souza                              | 57.700                                        | Carissa Moore [3]                             | 66.200                                        |
| 2014                                       | Gabriel Medina                                | 62.800                                        | Stephanie Gilmore [6]                         | 64.200                                        |
| 2013                                       | Mick Fanning [3]                              | 54.400                                        | Carissa Moore [2]                             | 59.500                                        |
| 2012                                       | Joel Parkinson                                | 58.700                                        | Stephanie Gilmore [5]                         | 48.400                                        |
| 2011                                       | Kelly Slater [11]                             | 68.100                                        | Carissa Moore                                 | 55.000                                        |
| 2010                                       | Kelly Slater [10]                             | 69.000                                        | Stephanie Gilmore [4]                         | 7.284                                         |
| 2009                                       | Mick Fanning [2]                              | 7.140                                         | Stephanie Gilmore [3]                         | 6.169                                         |
| 2008                                       | Kelly Slater [9]                              | 8.042                                         | Stephanie Gilmore [2]                         | 7.188                                         |
| 2007                                       | Mick Fanning                                  | 8.136                                         | Stephanie Gilmore                             | 6.708                                         |
| 2006                                       | Kelly Slater [8]                              | 8.124                                         | Layne Beachley [7]                            | 6.374                                         |
| 2005                                       | Kelly Slater [7]                              | 7.962                                         | Chelsea Georgeson                             | 7.080                                         |
| 2004                                       | Andy Irons [3]                                | 7.824                                         | Sofía Mulánovich                              | 5.484                                         |
| 2003                                       | Andy Irons [2]                                | 8.964                                         | Layne Beachley [6]                            | 3.696                                         |
| 2002                                       | Andy Irons                                    | 8.102                                         | Layne Beachley [5]                            | 3.200                                         |
| 2001                                       | C. J. Hobgood                                 | 3.094                                         | Layne Beachley [4]                            | 1.760                                         |
| 2000                                       | Sunny Garcia                                  | 7.270                                         | Layne Beachley [3]                            | 5.730                                         |
| 1999                                       | Mark Occhilupo                                | 7.120                                         | Layne Beachley [2]                            | 8.080                                         |
| 1998                                       | Kelly Slater [6]                              | 6.398                                         | Layne Beachley                                | 7.920                                         |
| 1997                                       | Kelly Slater [5]                              | 8.260                                         | Lisa Andersen [4]                             | 8.520                                         |
| 1996                                       | Kelly Slater [4]                              | 9.540                                         | Lisa Andersen [3]                             | 12.750                                        |
| 1995                                       | Kelly Slater [3]                              | 6.040                                         | Lisa Andersen [2]                             | 12.920                                        |
| 1994                                       | Kelly Slater [2]                              | 6.660                                         | Lisa Andersen                                 | 7.650                                         |
| 1993                                       | Derek Ho                                      | 5.510                                         | Pauline Menczer                               | 7.080                                         |
| 1992                                       | Kelly Slater                                  | 7.765                                         | Wendy Botha [4]                               | 10.205                                        |
| 1991                                       | Damien Hardman [2]                            | 12.854                                        | Wendy Botha [3]                               | 7.424                                         |
| 1990                                       | Tom Curren [3]                                | 17.612                                        | Pam Burridge                                  | 14.440                                        |
| 1989                                       | Martin Potter                                 | 20.665                                        | Wendy Botha [2]                               | 14.380                                        |
| 1988                                       | Barton Lynch                                  | 17.475                                        | Freida Zamba [4]                              | 7.960                                         |
| 1987/88                                    | Damien Hardman                                | 13.690                                        | Wendy Botha                                   | 8.220                                         |
| 1986/87                                    | Tom Curren [2]                                | 13.115                                        | Freida Zamba [3]                              | 9.230                                         |
| 1985/86                                    | Tom Curren                                    | 11.490                                        | Freida Zamba [2]                              | 5.320                                         |
| 1984/85                                    | Tom Carroll [2]                               | 9.460,38                                      | Freida Zamba                                  | 3.400                                         |
| 1983/84                                    | Tom Carroll                                   | 6.830                                         | Kim Mearig                                    | 3.125                                         |
| IPS World Circuit                          |                                               |                                               |                                               |                                               |
| 1982                                       | Mark Richards [5]                             | 6.917                                         | Debbie Beacham                                | 3.059,14                                      |
| 1981                                       | Mark Richards [4]                             | 6.211,52                                      | Margo Oberg [3]                               | 3.850                                         |
| 1980                                       | Mark Richards [3]                             | 6.890                                         | Margo Oberg [2]                               | 2.000                                         |
| 1979                                       | Mark Richards [2]                             | 6.781,14                                      | Lynn Boyer [2]                                | 3.722,50                                      |
| 1978                                       | Wayne Bartholomew                             | 5.749,25                                      | Lynn Boyer                                    | 3.986,14                                      |
| 1977                                       | Shaun Tomson                                  | 5.948,3                                       | Margo Oberg                                   | 4.850                                         |
| 1976                                       | Peter Townend                                 | 5.593                                         | —                                             | —                                             |
| Smirnoff World Pro-Am Surfing Championship |                                               |                                               |                                               |                                               |
| 1977                                       | Jericho Poppler [2] & Reno Abellira [2]       | —                                             | —                                             | —                                             |
| 1976                                       | Jericho Poppler & Mark Warren                 | —                                             | —                                             | —                                             |
| 1975                                       | Mark Richards                                 | —                                             | —                                             | —                                             |
| 1974                                       | Reno Abellira                                 | —                                             | —                                             | —                                             |
| 1973                                       | Ian Cairns                                    | —                                             | —                                             | —                                             |
| 1972                                       | Paul Neilsen                                  | —                                             | —                                             | —                                             |
| 1971                                       | Gavin Rudolph                                 | —                                             | —                                             | —                                             |
| 1970                                       | Nat Young [2]                                 | —                                             | —                                             | —                                             |
| 1969                                       | Corky Carroll & Margo Godfrey                 | —                                             | —                                             | —                                             |
| ISF World Surfing Championship             |                                               |                                               |                                               |                                               |
| 1972 - San Diego, USA                      | Jimmy Blears                                  | —                                             | Sharon Webber                                 | —                                             |
| 1970 - Torquay / Lorne / Johanna, AUS      | Rolf Aurness                                  | —                                             | Sharon Webber                                 | —                                             |
| 1968 - Rincon, Porto Rico, PR              | Fred Hemmings                                 | —                                             | Margo Godfrey                                 | —                                             |
| 1966 - San Diego, USA                      | Nat Young                                     | —                                             | Joyce Hoffman                                 | —                                             |
| 1965 - Punta Rocas, Perù                   | Felipe Pomar                                  | —                                             | Joyce Hoffman                                 | —                                             |
| 1964 - Manly, AUS                          | Midget Farrelly                               | —                                             | Phyllis O'Donnell                             | —                                             |

## Vincitori del WSL Longboard Championship Tour[28]
| Anno    | WSL World Longboard Tour                      | WSL World Longboard Tour                      | WSL Women's World Longboard Tour              | WSL Women's World Longboard Tour              |
| Anno    | Nomi                                          | Punti                                         | Nomi                                          | Punti                                         |
| ------- | --------------------------------------------- | --------------------------------------------- | --------------------------------------------- | --------------------------------------------- |
| 2022    | Harrison Raoch                                | 15.000                                        | Soleil Errico[2]                              | 13.042                                        |
| 2021    | Joel Tudor[3]                                 | 20.000                                        | Honolua Blomfield[3]                          | 20.500                                        |
| 2020    | Cancellato a causa della pandemia di COVID-19 | Cancellato a causa della pandemia di COVID-19 | Cancellato a causa della pandemia di COVID-19 | Cancellato a causa della pandemia di COVID-19 |
| 2019    | Justin Quintal                                | 18.500                                        | Honolua Blomfield[2]                          | 20.500                                        |
| 2018    | Steven Sawyer                                 | 10.000                                        | Soleil Errico                                 | 10.000                                        |
| 2017    | Taylor Jensen [3]                             | 15.200                                        | Honolua Blomfield                             | 16.500                                        |
| 2016    | Phil Rajzman [2]                              | 10.000                                        | Tory Gilkerson                                | 10.000                                        |
| 2015    | Piccolo Clemente [2]                          | 10.000                                        | Rachael Tilly                                 | 10.000                                        |
| 2014    | Harley Ingleby [2]                            | 10.000                                        | Chelsea Williams                              | 10.000                                        |
| 2013    | Piccolo Clemente                              | —                                             | Kelia Moniz [2]                               | —                                             |
| 2012    | Taylor Jensen [2]                             | —                                             | Kelia Moniz                                   | —                                             |
| 2011    | Taylor Jensen                                 | 16.000                                        | Lindsay Steinriede                            | 15.200                                        |
| 2010    | Duane DeSoto                                  | —                                             | Cori Schumacher [3]                           | —                                             |
| 2009    | Harley Ingleby                                | —                                             | Jennifer Smith [2]                            | —                                             |
| 2008    | Bonga Perkins                                 | —                                             | Joy Magelssen Monahan                         | —                                             |
| 2007    | Phil Rajzman                                  | —                                             | Jennifer Smith                                | —                                             |
| 2006    | Josh Constable                                | —                                             | Schuyler McFerran                             | —                                             |
| 2005    | Cancellato                                    | —                                             | Kristy Murphy                                 | —                                             |
| 2004    | Joel Tudor [2]                                | —                                             | Summer Romero                                 | —                                             |
| 2003    | Beau Young [2]                                | —                                             | Daize Shayne [2]                              | —                                             |
| 2002    | Colin McPhillips [3]                          | —                                             | Kim Hamrock                                   | —                                             |
| 2001    | Colin McPhillips [2]                          | —                                             | Cori Schumacher [2]                           | —                                             |
| 2000    | Beau Young                                    | —                                             | Cori Schumacher                               | —                                             |
| 1999    | Colin McPhillips                              | —                                             | Daize Shayne                                  | —                                             |
| 1998    | Joel Tudor                                    | —                                             | —                                             | —                                             |
| 1997    | Dino Miranda                                  | —                                             | —                                             | —                                             |
| 1996    | Bonga Perkins                                 | —                                             | —                                             | —                                             |
| 1995    | Rusty Keaulana [3]                            | —                                             | —                                             | —                                             |
| 1994    | Rusty Keaulana [2]                            | —                                             | —                                             | —                                             |
| 1993    | Rusty Keaulana                                | —                                             | —                                             | —                                             |
| 1992    | Joey Hawkins                                  | —                                             | —                                             | —                                             |
| 1991    | Martin McMillan                               | —                                             | —                                             | —                                             |
| 1990    | Nat Young [4]                                 | —                                             | —                                             | —                                             |
| 1989    | Nat Young [3]                                 | —                                             | —                                             | —                                             |
| 1988    | Nat Young [2]                                 | —                                             | —                                             | —                                             |
| 1987/88 | Stuart Entwistle                              | —                                             | —                                             | —                                             |
| 1986/87 | Nat Young                                     | —                                             | —                                             | —                                             |

## Vincitori del WSL World Junior
| Anno | WSL Men's World Junior                        | WSL Men's World Junior                        | WSL Women's World Junior                      | WSL Women's World Junior                      |
| Anno | Nome                                          | Punti                                         | Nome                                          | Punti                                         |
| ---- | --------------------------------------------- | --------------------------------------------- | --------------------------------------------- | --------------------------------------------- |
| 2022 | Jarvis Earle                                  | -                                             | Francisca Veselko                             | -                                             |
| 2021 | Cancellato a causa della pandemia di COVID-19 | Cancellato a causa della pandemia di COVID-19 | Cancellato a causa della pandemia di COVID-19 | Cancellato a causa della pandemia di COVID-19 |
| 2020 | Cancellato a causa della pandemia di COVID-19 | Cancellato a causa della pandemia di COVID-19 | Cancellato a causa della pandemia di COVID-19 | Cancellato a causa della pandemia di COVID-19 |
| 2019 | Lucas Vicente                                 | -                                             | Amuro Tsuzuki                                 | -                                             |
| 2018 | Mateus Herdy                                  | -                                             | Kirra Pinkerton                               | -                                             |
| 2017 | Finn McGill                                   | -                                             | Vahine Fierro                                 | -                                             |
| 2016 | Ethan Ewing                                   | -                                             | Macy Callaghan                                | -                                             |
| 2015 | Lucas Silveira                                | -                                             | Isabella Nichols                              | -                                             |
| 2014 | Vasco Ribeiro                                 | -                                             | Mahina Maeda                                  | -                                             |
| 2013 | Gabriel Medina                                | -                                             | Ella Williams                                 | -                                             |
| 2012 | Jack Freestone [2]                            | -                                             | Nikki van Dijk                                | -                                             |
| 2011 | Caio Ibelli                                   | -                                             | Leila Hurst                                   | -                                             |
| 2010 | Jack Freestone                                | -                                             | Alizee Arnaud                                 | -                                             |
| 2009 | Maxime Huscenot                               | -                                             | Laura Enever                                  | -                                             |
| 2008 | Kai Barger                                    | —                                             | Pauline Ado                                   | -                                             |
| 2007 | Pablo Paulino [2]                             | -                                             | Sally Fitzgibbons                             | -                                             |
| 2006 | Jordy Smith                                   | -                                             | Nicola Atherton                               | -                                             |
| 2005 | Kekoa Bacalso                                 | -                                             | Jessi Miley-Dyer                              | -                                             |
| 2004 | Pablo Paulino                                 | -                                             | -                                             | -                                             |
| 2003 | Adriano de Souza                              | -                                             | -                                             | -                                             |
| 2002 | Cancellato                                    | -                                             | -                                             | -                                             |
| 2001 | Joel Parkinson [2]                            | -                                             | -                                             | -                                             |
| 2000 | Pedro Henrique                                | -                                             | -                                             | -                                             |
| 1999 | Joel Parkinson                                | -                                             | -                                             | -                                             |
| 1998 | Andy Irons                                    | -                                             | -                                             | -                                             |

## Vincitori del WSL Big Wave Championship Tour
| Anno | WSL Big Wave Championship Tour | WSL Big Wave Championship Tour | WSL Women's Big Wave Championship Tour | WSL Women's Big Wave Championship Tour |
| Anno | Nomi                           | Punti                          | Nomi                                   | Punti                                  |
| ---- | ------------------------------ | ------------------------------ | -------------------------------------- | -------------------------------------- |
| 2018 | Grant Baker                    | 16.305                         | Keala Kennelly                         | 12.100                                 |
| 2017 | Billy Kemper                   | 27.140                         | Paige Alms                             | 10.000                                 |
| 2016 | Grant Baker                    | 25.018                         | Paige Alms                             | 12.500                                 |
| 2015 | Greg Long                      | 21.266                         |                                        |                                        |
| 2014 | Makuakai Rothman               | 20.833                         |                                        |                                        |
| 2013 | Grant Baker                    | 2.459                          |                                        |                                        |
| 2012 | Greg Long                      | 2.155                          |                                        |                                        |
| 2011 | Peter Mel                      | 1.472                          |                                        |                                        |
| 2010 | Jamie Sterling                 | 2.509                          |                                        |                                        |
| 2009 | Carlos Burle                   | 2.443                          |                                        |                                        |

## Attività filantropica
Nell'aprile 2016, la World Surf League ha presentato WSL PURE, un'iniziativa filantropica volta a supportare la salute dell'ecosistema oceanico attraverso la ricerca, l'educazione e l'attivismo. WSL PURE ha contribuito donando l'iniziale somma di 1,5 milioni di dollari in supporto degli scienziati dell'osservatorio ambientale Lamont-Doherty della Columbia University, perché conducano studi inerenti l'acidificazione degli oceani, l'aumento del livello dei mari e il ruolo giocato dagli oceani nel cambiamento climatico.